# I Will Rock You
Pour plus de détails, voir Fiche technique et Distribution.
I Will Rock You (Svengali) est un film britannique réalisé par John Hardwick, sorti en 2013.

## Synopsis
Dixie est un facteur du sud du Pays de Galles et un fanatique de musique. Toute sa vie, il a rêvé de découvrir un groupe et puis un jour, à force de parcourir YouTube, il tombe sur le groupe The Premature Congratulations.

## Fiche technique
- Titre : I Will Rock You
- Titre original : Svengali
- Réalisation : John Hardwick
- Scénario : Jonny Owen
- Musique : Tristin Norwell
- Photographie : Catherine Derry
- Montage : Anthony Boys
- Production : Victoria Barrell, Jonny Owen, Martin Root et Rob Small
- Société de production : Root Films
- Pays :  Royaume-Uni
- Genre : Comédie et film musical
- Durée : 93 minutes
- Dates de sortie : 
  -  Royaume-Uni : 21 juin 2013 (festival international du film d'Édimbourg), 21 mars 2014

## Distribution
- Martin Freeman : Don
- Matt Berry : Jeremy Braines
- Vicky McClure : Shell
- Joel Fry : Macca
- Natasha O'Keeffe : Natasha
- Maxine Peake : Angie
- Jessica Ellerby : Alice
- Michael Smiley : Irish Pierre
- Michael Socha : Tommy
- Morwenna Banks : Francine Hardy
- Katy Brand : Katya
- Dylan Edwards : Jake
- Di Botcher : Mme. Cooper
- Jordan Long : Homes
- Jonny Owen : Dixie
- Jermaine Liburd : Marcus
- Roger Evans : Horsey
- Eddie Webber : Teddy

## Distinctions
Le film a été présenté en sélection officielle en compétition au festival international du film d'Édimbourg.